# بطولة تونس للكرة الطائرة للرجال 1962-1963
بطولة تونس للكرة الطائرة للرجال 1962-1963 هو الموسم رقم 8 من بطولة تونس للكرة الطائرة للرجال.

فاز بهذا الموسم المستقبل الرياضي بالمرسى.

## روابط خارجية
- الموقع الرسمي للجامعة التونسية للكرة الطائرة.